# Benjamin Franklin (Jouvenal)
Pour les articles homonymes, voir Benjamin Franklin (homonymie).
Une statue de marbre de Carrare de Benjamin Franklin réalisée par Jacques Jouvenal (en) se trouve devant le Old Post Office Pavilion, situé au coin de 12th Street et de Pennsylvania Avenue NW à Washington, D.C..
Un don de Stilson Hutchins, un des fondateurs du Washington Post, a permis sa réalisation le 17 janvier 1889. Elle occupe son emplacement actuel depuis 1982.